# Tomophyllum terpsichoroides
Tomophyllum terpsichoroides är en stensöteväxtart som beskrevs av Barbara S. Parris. Tomophyllum terpsichoroides ingår i släktet Tomophyllum och familjen Polypodiaceae. Inga underarter finns listade.